# Bélgica en los Juegos Olímpicos de Tokio 2020
Bélgica estuvo representada en los Juegos Olímpicos de Tokio 2020 por un total de 122 deportistas que compitieron en 20 deportes. Responsable del equipo olímpico fue el Comité Olímpico e Interfederal Belga, así como las federaciones deportivas nacionales de cada deporte con participación.
Los portadores de la bandera en la ceremonia de apertura fueron el jugador de hockey sobre hierba Félix Denayer y la atleta Nafissatou Thiam.

## Medallistas
El equipo olímpico de Bélgica obtuvo las siguientes medallas:
| Nombre                                                                                | Deporte             | Competición          |
| ------------------------------------------------------------------------------------- | ------------------- | -------------------- |
| Oro                                                                                   |                     |                      |
| Nafissatou Thiam                                                                      | Atletismo           | Heptatlón F          |
| Nina Derwael                                                                          | Gimnasia artística  | Barras asimétricas F |
| Equipo                                                                                | Hockey sobre hierba | Torneo M             |
| Plata                                                                                 |                     |                      |
| Wout van Aert                                                                         | Ciclismo en ruta    | Ruta M               |
| Bronce                                                                                |                     |                      |
| Bashir Abdi                                                                           | Atletismo           | Maratón M            |
| Pieter Devos (Claire Z) Jérôme Guery (Quel Homme de Hus) Grégory Wathelet (Nevados S) | Hípica              | Salto por equipo     |
| Matthias Casse                                                                        | Judo                | –81 kg M             |